# Sénéchaussée d'Angers

Sénéchaussées d'Angers sous l'Ancien régime.

La sénéchaussée d'Angers est une circonscription administrative, financière et judiciaire ayant existé entre 1551 et la Révolution française (1789).

## Histoire
En 1551, Angers devient le Siège royal de la sénéchaussée principale de l'Anjou et présidial de la juridiction d’Angers. (1551-1790)
La juridiction de la sénéchaussée d'Angers s'étend sur toute la partie occidentale de l'Anjou depuis les Mauges au Sud jusqu'au pays de Craon au Nord.
En ce XVIe siècle, le roi de France Henri II institue dix-sept recettes générales ou généralités, confiées à des trésoriers généraux (édit de Blois en janvier 1551). La généralité de Tours fut le siège d'une de ces recettes générales. L'Anjou, le Maine et la Touraine s'associèrent au sein de cette généralité dont le siège sera fixé à Tours. Cette généralité de Tours reconstitue le territoire du Grand Anjou de Foulque Nerra.

En 1611 a lieu le partage des attributions entre la prévôté et la sénéchaussée d'Angers.
« Par arrêt de la Cour en décembre 1611, les lieutenant criminel et procureur du Roy en la sénéchaussée d'Anjou et siège présidial d'Angers, et les juges, lieutenants et procureur du Roy en la prévôté dudit lieu, portant règlement pour le partage de l'exercice de leurs charges. Lu et publié en l’audiance desdits sièges le mercredy 4 jour de janvier 1612. Avec une ordonnance faite en ladite sénéchaussée d’Anjou et siège présidial d’Angers le mercredy quatorzième jour de novembre audit an pour l’exécution et entretenement dudit arrest. »
En 1618, ancienne circonscription financière au XVIe siècle, Angers devint circonscription administrative sous la direction d'un intendant ayant pleine autorité sur les « subdélégués » des six terres d'élections de la province d'Anjou (Angers, Baugé, Beaufort, Château-Gontier, La Flèche et Saumur — Loudun étant encore sous l'autorité du gouverneur de Saumur.)
En 1657, cette autorité royale atteint le niveau municipal puisque le roi nomme le maire et les échevins. Les tribunaux royaux, présidiaux, et chambres spécialisées accroissent leurs compétences aux dépens des sénéchaussées.
Sous l'Ancien Régime, la sénéchaussée principale d'Angers (dénommée sénéchaussée Anjou) est représentée par seize députés issus également de sénéchaussées secondaires angevines : Angers, Baugé, Beaufort, Château-Gontier, Craon, La Flèche, Le Lude.
Les seize députés de la sénéchaussée d'Angers se répartissent ainsi :
- trois députés du clergé : Chatizel, Louis-François Martinet et Rangeard ;
- quatre députés de la noblesse : Choiseul-Praslin, Dieuzie, Galissonière et Ruillé ;
- neuf députés du tiers état : Allard, Brevet de Beaujour, Chassebœuf-Volney, Desmazière, La Revellière-Lépeaux, Le Maignan, Milscent, Pilastre et Riche.